# Happy Valley, Oregon
Happy Valley (có nghĩa là Thung lũng Hạnh phúc) là một thành phố trong quận Clackamas, tiểu bang Oregon, Hoa Kỳ. Dân số theo điều tra dân số năm 2000 là 4.519 người. Happy Valley là một phần của Học khu Bắc Clackamas và đa số học sinh học Trường Tiểu học Happy Valley, Tiểu học Spring Mountain, Trung học Cơ sở Sunrise và Trung học Clackamas.

## Lịch sử
Happy Valley ban đầu được gọi là Christilla Valley theo tên của các cư dân đầu tiên là Christian và Matilda Deardorff. Họ đến đây vào năm 1851 và tuyên bố chủ quyền 640 mẫu Anh (2,6 km2) phần lòng chảo của thung lũng.
Thành phố được chính thức hợp nhất vào năm 1965. Nó vẫn là một cộng đồng nhỏ cho đến cuối thập niên 1990 khi việc đô thị hóa vùng xung quanh được thực hiện. Happy Valley trở thành một trong những thành phố phát triển nhanh nhất tại Oregon. Trung tâm nghiên cứu dân số của Đại học Tiểu bang Portland ước tính dân số của thành phố là khoảng 7.275 tính đến ngày 1 tháng 7 năm 2005, một con số gia tăng 61% so với điều tra dân số vào năm 2000  Lưu trữ ngày 29 tháng 10 năm 2008 tại Wayback Machine. Vì hiện tượng phát triển đó nên Bưu điện Hoa Kỳ đã cấp riêng cho Happy Valley một mã bưu điện là 97086, có hiệu lực kể từ ngày 1 tháng 7 năm 2006. Trước đó thành phố chia sẻ mã bưu điện với các thành phố xung quanh.

## Địa lý
Happy Valley nằm ở vị trí 45°26′45″B 122°32′1″T / 45,44583°B 122,53361°TĐã đưa tham số không hợp lệ vào hàm {{#coordinates:}} (45.445812, -122.533674)1.
Theo Cục điều tra dân số Hoa Kỳ, thành phố có tổng diện tích là 2,7 dặm vuông Anh (7,0 km²), tất cả đều là đất.
Mount Scott, một núi lửa đã tắc là điểm cao nhất của Happy Valley, cao 1.050 foot (320 m).